# Tonelagee
Tonelagee (en irlandais : Tóin le Gaoith, littéralement « côté opposé au vent ») est le troisième plus haut sommet des montagnes de Wicklow, avec 817 mètres d'altitude, en Irlande. Il est situé au nord de Wicklow Gap.